# Shin'ya Tanaka
Pour les articles homonymes, voir Tanaka.
Shin’ya Tanaka (田中 慎弥, Tanaka Shin’ya, né le 2 novembre 1972) est un écrivain japonais.
Tanaka commence à écrire vers l'âge de 20 ans et fait ses débuts littéraires en 2005 avec le roman Tsumetai mizu no hitsuji (冷たい水の羊) pour lequel il reçoit le prix du jeune auteur de la revue littéraire Shinchō. Le roman Tosho junbishitsu (図書準備室) lui apporte en 2007 sa première nomination pour le prix Akutagawa. L'année suivante, il reçoit le prix Kawabata pour la nouvelle Sanagi et pour Kireta Kusari (切れた鎖) le prix Mishima. En 2008 paraît son roman Kami-sama no inai Nippon Shirizu (神様のいない日本シリーズ), en 2009 le recueil de nouvelles Inu to karasu (犬と鴉) et en 2010 Jikken (実験). Lors de sa cinquième nomination en 2011, le prix Akutagawa lui est décerné pour l'histoire Tomogui (共喰い).

## Source de la traduction
- (de) Cet article est partiellement ou en totalité issu de l’article de Wikipédia en allemand intitulé « Shin’ya Tanaka » (voir la liste des auteurs).